# Carlotta Zofkova
Carlotta Zofkova Costa de Saint Genix de Beauregard (Lugo, 22 februari 1993) is een zwemster uit Italië.
Op de Olympische Zomerspelen van Rio de Janeiro in 2016 nam Zofkova deel aan de 4x100 meter wisselslag. Italië werd daarbij in de finale achtste in een tijd van 1:01.29.
Op de Europese kampioenschappen zwemmen 2016 behaalde ze met het Italiaanse estafette-team een zilveren medaille op de 4x100 meter wisselslag.
Op de Europese kampioenschappen zwemmen 2018 zwom Zofkova in 59,61 s naar een bronzen medaille op de 100 meter rugslag.

## Persoonlijke records
langebaan
- 100 m vrij: 1:02.46
- 100 m rug: 59.61 s

korte baan
- 100 m vrij: 56.27 s
- 100 m rug: 58.96 s